# Ерісіоні
Ерісіоні — державний академічний ансамбль грузинської народної пісні і танцю.

## Історія створення
Заснований у 1885 році за ініціативи видатного грузинського суспільного діяча Ладо Агніашвілі. На початку це був ансамбль народної пісні, а згодом і танцю. На перші концерти ансамблю, які відбулись 1886 року, свої натхненні рецензії у газеті Іверія надрукував духовний батько грузинів Ілля Чавчавадзе. Завдяки Ерісіоні грузинська народна музика і танець стали відомі далеко за межами Грузії. Таким чином було створено основу для експорту грузинської культури та визнання її у світі. Створення ансамблю також дало поштовх виникненню інших ансамблів народної творчості у різних куточках Грузії.
З 1986 року художнім керівником ансамблю стає Джемал Чкуаселі, а головним хореографом — Реваз Чохонелідзе.
Свою назву ансамбль отримав 1999 року. За Сулханом-Сабою Орбеліані, «ерісіоні» означає небесний відтінок гірської вершини.

## Творчі проекти
У 1999 році, внаслідок співпраці колективу з американським продюсером Джимом Лоу та французьким режисером Паскалем Журданом виник проект Грузинська легенда. У 2000 році відбувся тур ансамблю Сполученими штатами, в якому було представлено першу версію шоу Легенда про Тамар. У 2001 та 2002 роках Грузинська легенда дебютувала у Європі з відомим концертами у Парижі. Згодом ансамбль здійснив успішний тур Францією, Швейцарією та Бельгією. За яскраву хореографію вражені французи назвали Реваза Чохонелідзе метром хореографії XIX ст. До 2006 року включно колектив гастролював з цим проектом різними країнами Європи та Азії. У 2006 році ансамбль випустив нову програму Самайя.
У 2015 була створена нава шоу-програма Грузинський скарб.
Ансамбль Ерісіоні регулярно гастролює містами України. У листопаді 2017 року відбулись спільні з ансамблем ім. Верьовки концерти у Палаці «Україна».

## Цікаві факти
У 1977 році аґенція НАСА на борту апарату «Вояджер» відправила у космос грамофонні платівки з записом найвищих досягнень людства. Як одну з вершин людської творчості, на платівку було записано пісню Чакруло у виконанні ансамблю Ерісіоні.
Створений наприкінці XIX століття, колектив за час свого існування став свідком трьох століть, за що його часто називають ансамблем музеєм.